# Hjalmar Bergström
Hjalmar Bergström (* 19. Januar 1907 in Holmsund, Gemeinde Umeå; † 30. März 2000 in Umeå) war ein schwedischer Skilangläufer.

## Werdegang
Bergström, der für Sandviks IK startete, gewann bei den Nordischen Skiweltmeisterschaften 1929 in Zakopane die Bronzemedaille über 17 km im klassischen Stil. Drei Jahre später gewann Bergström in Östersund seinen ersten Meistertitel. Im folgenden Jahr holte er bei den Nordischen Skiweltmeisterschaften 1933 in Innsbruck gemeinsam mit Per-Erik Hedlund, Nils Englund und Sven Utterström die Goldmedaille mit der Staffel. Darüber hinaus gewann er Silber über 18 km klassisch sowie Bronze über 50 km hinter Veli Saarinen und Sven Utterström. 1936 gewann er seinen zweiten Schwedischen Meistertitel in Luleå über 50 km.
Bei den Olympischen Winterspielen 1936 in Garmisch-Partenkirchen verpasste Bergström über 50 km als Vierter knapp die Medaillen.

## Erfolge

### Olympische Winterspiele
- 1936 in Garmisch-Partenkirchen: 4. über 50 km

### Weltmeisterschaften
- 1929 in Zakopane: Bronze über 17 km, 6. über 50 km
- 1933 in Innsbruck: Gold mit der 4 × 10-km-Staffel, Silber über 18 km, Bronze über 50 km
- 1934 in Sollefteå: 9. über 50 km, 18. über 18 km